# Bring You Home
Bring You Home (с англ. — «Принесу тебя домой») — это приключенческая игра-головоломка, доступная для мобильных устройств с операционными системами iOS и Android. Игрок наблюдает за тем, как персонаж по имени Поло пытается догнать похитителей его питомца, чтобы пройти уровень, игрок должен менять окружающее пространство. Разработкой игры занималась инди-студия Alike Studio, создавшая раннее такие игры, как Tiny Thief и Love You to Bits.

## Сюжет и игровой процесс
Игры представляет собой приключенческую головоломку, где игрок наблюдает за пришельцем по имени Поло, который пытается догнать похитителей его питомца. Похитители используют порталы, чтобы перемещаться с одной локации на другую, а игровой персонаж преследует их, используя ещё не закрытые порталы. Каждая локация — это игровой уровень. Особенность игрового процесса заключается в том, что игрок не управляет игровым персонажем, а должен изменять локацию таким образом, чтоб персонаж мог добежать до следующего портала. 
С точки зрения игрока, локация представлена плоской картой, детали которой можно изменять или же перемещать, чтобы Поло мог миновать ловушки, смертельно опасных монстров и иного рода препятствия. Если Поло попадает в ловушку или погибает, то прохождение уровня начинается заново. Игрок не ограничен временем или количеством жизней. Некоторые уровни требуют изменение локации в несколько этапов. Иногда построение маршрута позволяет пришельцу подбирать фотографии его совместного времяпровождения с питомцем.

## Создание и выпуск
Разработкой игры занималась инди-студия Alike Studio, также раннее выпустившая игры Tiny Thief в 2013 году и Love You to Bits в 2016 году. Официальный анонс игры состоялся в мае 2017 года вместе с выпуском короткого трейлера. Выход игры состоялся 21 января 2018 года на цифровой платформе App Store. В июне 2019 года игра стала доступна для скачивания в Google Play для android-устройств.

## Критика
| Сводный рейтинг    | Сводный рейтинг |
| Агрегатор          | Оценка          |
| ------------------ | --------------- |
| Metacritic         | 83/100          |
| Иноязычные издания |                 |
| Издание            | Оценка          |
| KickMyGeek         | [ 1 ]           |
| AppAdvice          | 9,2/10          |
| Multiplayer.it     | 7,8/10          |
| IGN Spain          | 8/10            |
| Pocket Gamer UK    | [ 9 ]           |

Игра получила признание со стороны игровых критиков. Средняя оценка на сайте-аггрегаторе Metacritic составляет 83 балла из 100.
Критик сайта Kickmygeek заметил, что игра Bring you Home, как и предыдущие игры студии Alike Studio подкупает своим ярким художественным стилем, яркими персонажами и оригинальными головоломками, каждая из которых неповторима на протяжении всех 47 уровней. Критик также похвалил игру за её оригинальный подход к игровому процессу, где игрок должен манипулировать не персонажем, а окружающим пространством. Возможность самыми разными способами лицезреть смерть персонажа особенно придётся по душе игрокам-садистам. Игра по мнению критика выдерживает баланс сложности и придётся по душе как и старым, так и молодым игрокам. Кристина Чан заметила, что игра обязательно понравится людям, знакомым с такими мобильными играми, как Splitter Critters или Stagehand, где игрок также может манипулировать окружающим миром. Художественный стиль критик сравнила с анимационными сериалами Cartoon Network. Она назвала графику в целом плавной. Игрок, имеющий по крайне мере телефон поколения Iphone 8 не должен переживать по поводу возможных зависаний. Критик также оценила атмосферный саундтрек, оказывающий успокаивающее впечатление на игрока. Благодаря тому, что игра не ограничивает игрока временем или количеством попыток, Bring you Home подойдёт игрокам, избегающим стресса в игре и любящим играть в своём темпе. 
Густаво Маесо с сайта IGN, делая обзор на Bring you Home, заметил, что мобильные игры стали лучшей площадкой для развития разного рода тактильных головоломок. Густаво считает, что Bring you Home как никак лучше подойдёт для людей, которые хотят ненадолго расслабиться за мобильной головоломкой в поезде или после окончания обеда. Критик отдельно оценил факт того, что игра не наказывает игрока за ошибки, а наоборот демонстрирует самые необычные и забавные сценарии развития сюжета. Также критик похвалил и художественный стиль игры, при создании которого разработчики явно вдохновлялись современной анимацией, а также старыми играми от Atari. Похожее мнение в своём обзоре оставил Джорджио Мелани с сайта Multiplayer, заметив, как игры-головоломки нашли новую плодородную почву на мобильных платформах, изобретая снова и снова новые поджанры благодаря использованию тактильного интерфейса, возвращающего человека к истокам головоломок — ручке и бумаге. Джорджио заметил, что хотя идея изменения пространства не нова, и похожею механику можно было наблюдать в играх Framed или Old Man’s Journey, именно Bring you Home предлагает игроку обилие сценариев исхода с уникальными анимациями и красочной анимацией, что делает данную игру «маленькой жемчужиной» в мире мобильных игр. 
Наиболее сдержанный отзыв оставил критик Гарри Слейтер с сайта Pocket Gamer, который заметил, что несмотря на красивый дизайн и интересную механику геймлея, некоторые уровни по мнению критика слишком непонятны и противоречат логике. В итоге игроку придётся бездумно менять уровень, пока рано или поздно он не подберёт подходящую комбинацию. Данный аспект сильно портит впечатление от игры. 